# Heteroseksuele vlag
De heteroseksuele vlag is een vlag die soms wordt gebruikt als symbool voor heteroseksualiteit. In tegenstelling tot andere seksuele geaardheden, zoals homoseksualiteit, biseksualiteit en aseksualiteit, heeft heteroseksualiteit historisch gezien geen sterke noodzaak gehad voor een eigen vlag, aangezien het de maatschappelijk dominante en meest geaccepteerde seksuele oriëntatie is. Toch zijn er varianten van een heteroseksuele vlag ontwikkeld, met wisselende betekenissen en contexten.

## Ontwerp en varianten
Er is geen officieel erkende heteroseksuele vlag, maar enkele ontwerpen zijn in omloop. De meest voorkomende ontwerpen bevatten vaak neutrale kleuren zoals zwart, wit en grijstinten, die de heteronormatieve aard van deze vlag symboliseren. Een veelvoorkomend ontwerp bestaat uit zwarte en witte horizontale strepen, waarbij zwart en wit respectievelijk man en vrouw symboliseren, als verwijzing naar heteroseksuele relaties.

Vlag met zwarte en witte strepen
Vlag met zwart, wit en grijstinten

## Gebruik en controverse
In 2015 onthulde de Russische politieke partij Verenigd Rusland een zogenaamde 'heterovlag' ter promotie van traditionele gezinswaarden. Deze vlag werd geïntroduceerd tijdens de jaarlijkse Dag van Familie, Liefde en Trouw, een feestdag die in 2008 werd ingesteld om het traditionele gezin te vieren. Het ontwerp van de vlag toont de silhouetten van een man en een vrouw die elkaars hand vasthouden, vergezeld door drie kinderen, met daaronder de hashtag '#EenEchtGezin' in het Russisch. Deze vlag werd gepresenteerd als reactie op het regenboogvlag-symbool van de LGBTQ+-gemeenschap.
In LGBTQ+-kringen wordt de heteroseksuele vlag vaak gezien als overbodig, omdat de LGBTQ+-gemeenschap vlaggen gebruikt om zichtbaarheid en erkenning te vergroten voor minderheidsgroepen die historisch onderdrukt zijn. Heteroseksualiteit wordt niet op dezelfde manier gemarginaliseerd, wat leidt tot de vraag of een dergelijke vlag noodzakelijk is. Omdat heteroseksualiteit geen minderheidsidentiteit is, identificeren de meeste heteroseksuele mensen zich niet actief met een vlag. In plaats daarvan wordt binnen inclusieve bewegingen vaak de bondgenoten-vlag (Ally Pride Flag) gebruikt, een zwart-wit gestreepte vlag met een gekleurde driehoek, om heteroseksuelen en cisgender personen te symboliseren die de LGBTQ+-gemeenschap steunen.

Bondgenoten-vlag